# 期待 (オペラ)
『期待』（きたい、Erwartung）作品17は、アルノルト・シェーンベルクが作曲した1幕のオペラ。「モノドラマ」や「モノオペラ」とも呼ばれている。

## 概要
シェーンベルクは生涯で4作の舞台作品を残しているが（『期待』を作曲する以前の1906年及び07年に、ゲアハルト・ハウプトマン原作による『踊るピッパ』が存在する。ただし台本と2つの曲の断片のみが残されている）、オペラ『期待』は、彼の無調時代の終わりに近い時期の所産の1つである。ソプラノ歌手1人のみが登場するこのオペラは、マリー・パッペンハイムのオリジナルの台本に基づいている。異例のスピードで作曲され、全曲の完成は1909年の8月27日から9月12日までのたった17日間でスケッチが終了し、それから3週間で4管編成の大規模なオーケストレーションが行なわれ、10月4日に最終的な完成をみた。初演はシェーンベルクの友人で師でもあったアレクサンダー・フォン・ツェムリンスキーの指揮とマリー・グータイルのソプラノ独唱によって、完成後15年を経た1924年6月6日にチェコスロヴァキアのプラハにある新ドイツ劇場で行なわれた。
台本の内容としては、フロイトの複雑な意識下の世界を描いたものであり、1人の女性の性的意識から生じたグロテスクで悪夢のような幻想を扱っている。そして、シェーンベルクの作品でしばしば登場する「月光下の世界」のイメージは、このオペラでも重要な位置を占めている。また「期待」は、確証があるわけではないが、フロイト流の音楽による劇の最初の作品ともいわれている。
管弦楽の演奏が難しく、ソプラノ独唱に劇的な表現や演技力も要求される。そのためオペラとしての単独上演はあまり行なわれず、近代無調的なジャンルのバルトークの『青ひげ公の城』とかシェーンベルクの次作『幸福な手』や『今日から明日へ』などと組み合わせて上演することが多い。
1人で演じて歌う「モノドラマ」は20世紀になってからいくつか登場した。その中にはフランシス・プーランクの『人間の声（声）』などが挙げられる。

## 演奏時間
約29分

## 楽器編成
ピッコロ、フルート3（3番はピッコロ持ち替え）、オーボエ3、イングリュッシュホルン、D管クラリネット、B♭管クラリネット、A管クラリネット2、バスクラリネット、ファゴット3、コントラファゴット、ホルン4、トランペット3、トロンボーン4、チューバ、ティンパニ、シンバル、大太鼓、小太鼓、タムタム、ラチェット、トライアングル、シロフォン、チェレスタ、弦5部（16－14－12－12－10もしくは16－14－10－10－8）

## 登場人物
一人の女（ソプラノ）

## 構成
1幕4場から成り、全体の演奏時間は約30分にも満たない。また通作形式になっており、そこでは、旋律の特徴や音色で全体の統一が図られている。また、テンポの変化が驚くほど多く、それによる表情の推移は、演奏者たちにかなりの困難を強いる結果をもたらしており、ベルクの『ヴォツェック』などと同じ特徴をなす。